# Канадская энциклопедия
Канадская энциклопедия (англ. The Canadian Encyclopedia, фр. Encyclopédie du Canada, L'Encyclopédie canadienne) — канадская универсальная энциклопедия, выпускаемая на английском и французском языках научно-исторической организацией Historica Canada. Содержит более 14000 статей по искусству, индейцам, истории, культуре, людям, науке, политике и спорту Канады. Существует как в бумажном, так и в электронном (на веб-сайте также доступны музыкальная энциклопедия — Encyclopedia of Music in Canada, детская версия энциклопедии — the Canadian Encyclopedia Junior Edition, статьи журнала Maclean's и временно́й указатель канадской истории — Timelines of Canadian History) виде.

## История
Канада не обладала собственной национальной энциклопедией до 1957 года, когда под редакцией Джона Эверетта Роббинса впервые вышла десятитомная Encyclopedia Canadiana. Ранее также вышли шеститомные «Канада: энциклопедия страны» (англ. Canada: An Encyclopaedia of the Country, 1898—1900), под редакцией Джона Кастела Хопкинса, и «Энциклопедия Канады» (англ. The Encyclopedia of Canada, 1935—1937) под редакцией Уильяма Стюарта Уоллиса. Канадский политик и издатель Мел Хёртиг, просматривая содержание статей о Канаде в существующих энциклопедиях (в частности издательства Random House), обнаружил грубые ошибки (например, премьер-министр Брайан Малруни был назван либералом, а не консерватором) и упущения. Это побудило его запустить (при поддержке премьер-министра провинции Альберта Питера Лохида) в 1980-е годы проект по созданию совершенно новой канадской энциклопедии. Главным редактором выступил Джеймс Харли Марш, который привлёк для написания статей более 3000 авторов и консультантов.
При работе над содержанием статей для каждого факта в энциклопедии был составлен предметный указатель, представлены сведения об авторстве исследователей и трёх использованных источниках. Кроме того, каждая статья предварительно отдавалась на прочтение трём внешним читателям. В заключении полностью готовая энциклопедия предоставлялась на вычитку и рецензирование независимому лицу.
Первое издание энциклопедии в трёх томах вышло в 1985 году (ISBN 0-88830-269-X), став, при цене $125 за комплект, бестселлером, поскольку за полгода было продано 150000 экземпляров. В 1988 году (ISBN 0-88830-326-2) было выпущено пересмотренное и расширенное второе издание в четырёх томах. Это была первая в мире энциклопедия, при подготовке которой (вёрстка, набор текста, дизайн и печать) использовался компьютер.
В сентябре 1990 года Хёртиг опубликовал пятитомную «Детскую энциклопедию Канады» (англ. Junior Encyclopedia of Canada, ISBN 0-88830-334-3), первую энциклопедию для юных канадцев.
В мае 1991 года Хёртиг продал своё издательство издательской компании McClelland & Stewart, к которой перешли права на энциклопедию.
В 1995 году на CD-ROM (ISBN 0-7710-2041-4) вышла «Канадская энциклопедия Плюс» (англ. The Canadian Encyclopedia Plus). В 1999 году Historica Canada выпустила полную онлайн-версию «Канадской энциклопедии».

## Издания
- The Canadian Encyclopedia (англ.) / Editor-in-chief James H. Marsh[англ.]. — 2nd. — Toronto: Historica Canada[англ.], 2000. — ISBN 978-0-7710-2099-5.